# 1968
1968 (MCMLXVIII) var ett skottår som började en måndag i den gregorianska kalendern.
Årtalet används ofta som symbol för en vid denna tid inledd ökad vänsternärvaro i samhällsdebatten. För mer information om vissa relaterade händelser under våren 1968, se Majrevolten i Sverige, Majrevolten och 68-vänstern.

## Händelser

### Januari
- 1 januari

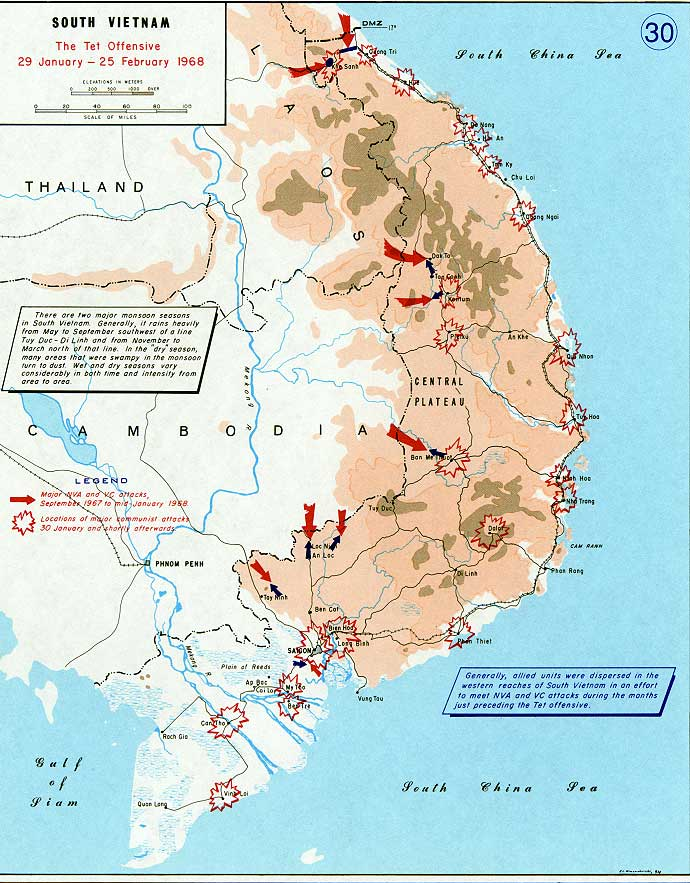
Têt-offensiven.

  - I Sverige byter Ecklesiastikdepartementet namn till Utbildningsdepartementet.[1]
  - I Sverige uppgår Stockholms stad i Stockholms län.[2]
  - Medicinalstyrelsen slås samman med Socialstyrelsen under det senare namnet.
- 9 januari – Före detta stridsflygaren John Gorton blir Australiens premiärminister.
- 13 januari – Johnny Cash spelar in albumet At Folsom Prison i Folsom State Prison, Kalifornien, USA.
- 15 januari – 231 personer dödas och 261 skadas vid en jordbävning på Sicilien.[3]
- 21 januari – Ett amerikanskt bombflygplan störtar vid Thulebasen, Grönland och flygplanets vätebomber splittras och avger radioaktiv strålning.[4]
- 27 januari
  - Franska u-båten Minérve försvinner utanför Toulon, 52 personer omkommer.[5]
  - Israeliska u-båten Draken förliser i östra Medelhavet, 69 personer omkommer.[5]
- 29 januari – Under anlagd brand i ett oljeraffinaderi i en av Paris förorter exploderar två oljecisterner och olja rinner ut i avloppen.[4]
- 31 januari – Nordvietnam inleder den så kallade Têt-offensiven.

### Februari

De 10:e Olympiska vinterspelen hölls i Grenoble, Frankrike.

- 1 februari – Saigons polischef Nguyễn Ngọc Loan avrättar Nguyễn Văn Lém på öppen gata. Händelsen fotograferas av Eddie Adams.
- 6 februari – De 10:e olympiska vinterspelen invigs i ett snöfattigt Grenoble i Frankrike, med deltagare från 37 länder.[6]
- 14 februari – I Sverige visar koncentrationsutredningen att huset Wallenberg och 14 andra familjer bestämmer över 200 svenska storföretag med sammanlagt 500 000 anställda.[7]
- 21 februari – Sveriges utbildningsminister Olof Palme deltar i en demonstration i Stockholm tillsammans med Nordvietnams Moskva-ambassadör och håller ett tal där USA kritiseras för sin krigföring i Indokina.[6] Olof Palme hävdar i sitt tal att kriget är ett hot mot demokratin.[7]
- 28 februari – Staden Auroville grundas i sydöstra Indien med stöd av Unesco.

### Mars

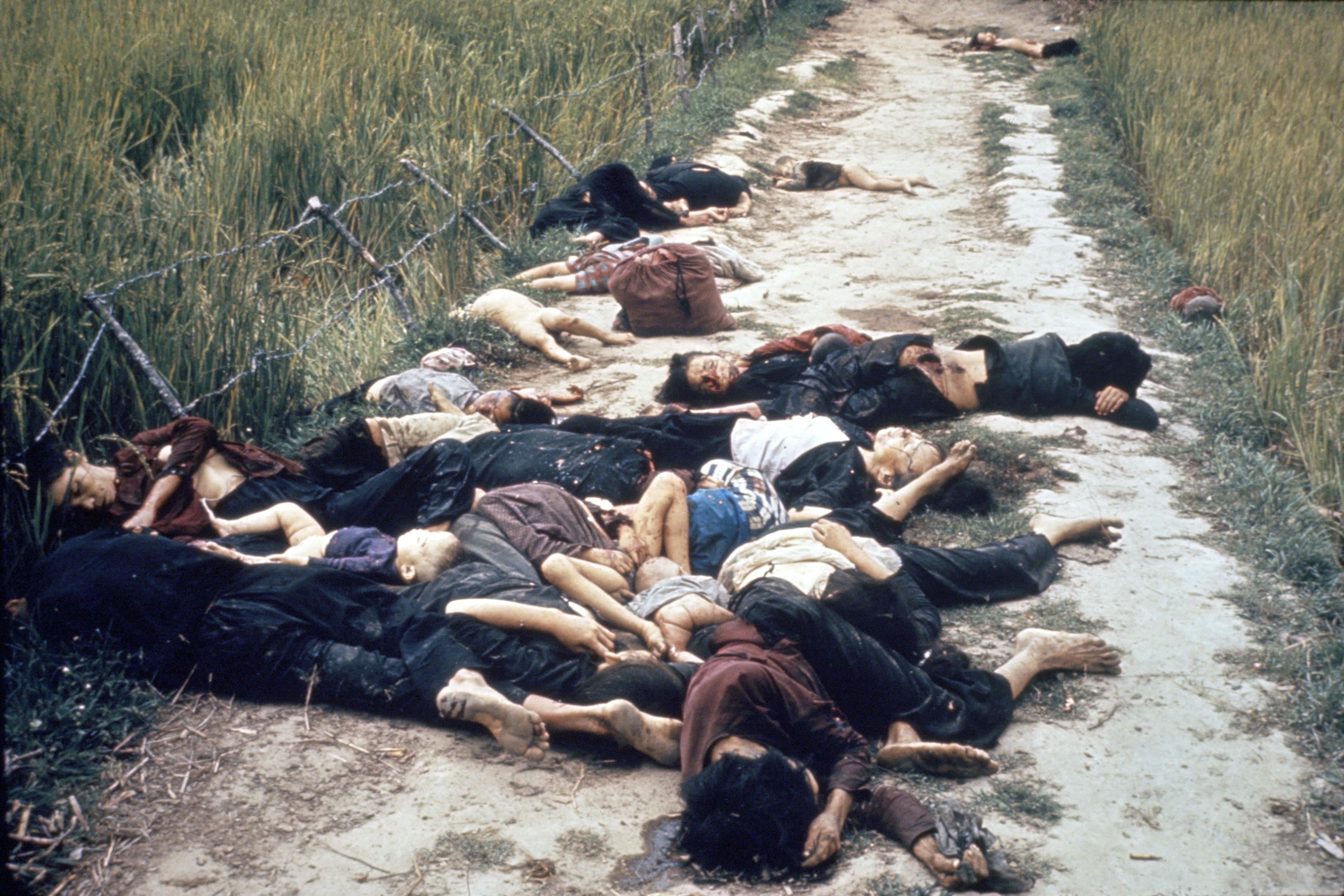
Son My-massakern.

- 8 mars – USA kallar hem sin ambassadör William Womack Heath i Sverige med anledning av Olof Palmes demonstration.[1]
- 8 mars – Protester och oroligheter i Polen slås ner med våld och skulden läggs på den judiska minoriteten i Marshändelserna 1968.
- 11 mars – Vilgot Sjömans film Jag är nyfiken – en film i blått har premiär.
- 16 mars – Amerikanska soldater massakrerar invånarna i byn My Lai i Song My-distriktet.[6]
- 19 mars – Sveriges regering föreslår femdagarsveckor i Sveriges skola från höstterminen 1968,[1] beslut fattas i Sveriges riksdag senare under året. Flera svenska kommuner har redan infört det, men nu skall den omfatta hela Sverige.[7]
- 25 mars – Stefan Jarls och Jan Lindqvists dokumentärlångfilm Dom kallar oss mods har premiär.[1]

### April

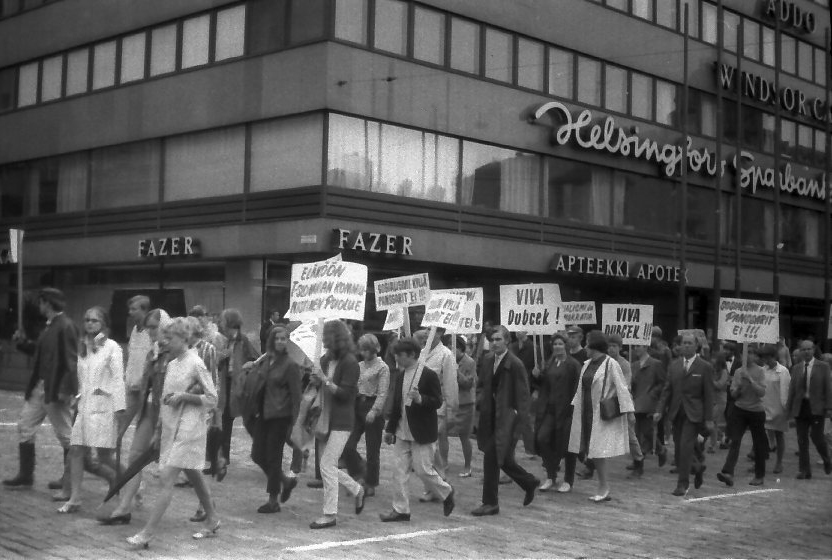
Pragvåren.

- 4 april – Martin Luther King blir ihjälskjuten i Memphis, Tennessee, den misstänkte mördaren James Earl Ray grips i London.[6]
- 8 april – Tjeckoslovakiens nya regering och kommunistpartiets ledare Alexander Dubček lovar omfattande demokratiseringar och ett närmande till väst.[8]
- 20 april – 122 personer omkommer då ett sydafrikanskt flygplan störtar över Windhoek, Sydvästafrika.[5]
- 24 april – Mauritius blir medlem i FN.
- 29 april – Radikala lundastudenter bränner för första gången sina studentmössor i protest.

### Maj
- 3 maj

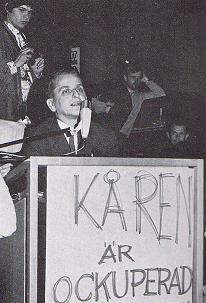
Olof Palme håller tal under Majrevolten.

  - Våldsamma oroligheter utbryter i Paris bland socialistiskt sinnade studenter.[6]
  - På grund av rasåtskillnaden i Rhodesia ställer demonstranter till kravaller vid en Davis Cup-match i Båstad mellan Sverige och Rhodesia, vilken stoppas.[6]
  - Artur Lundkvist väljs in i Svenska Akademien.[9]
- 8 maj
  - Sveriges regering beslutar att 110 km/h skall vara högsta hastighet på svenska motorvägar.[1]
  - Kvinnoorganisationen Grupp 8 bildas av åtta kvinnor i Stockholm.
- 10 maj
  - Fackföreningar i Frankrike proklamerar generalstrejk i solidaritet med de revolterande studenterna, och oroligheterna sprids snart runtom i Frankrike.[6]
  - Minnessedeln ”Sveriges Riksbank 1668-1968” utges, Sveriges riksbank
- 10–15 maj – Studenter revolterar under den så kallade Majrevolten i Frankrikes huvudstad Paris.
- 12 maj
  - Postnummersystemet införs i Sverige.
  - Sveriges första damserie i fotboll startar i Västergötlands Fotbollsförbunds regi.[10]
- 17 maj – Sveriges riksdag fattar ett första beslut om representationsreform med enkammarriksdag och gemensam valdag för riksdags-, landstings- och kommunalval.[1] Från 1971 består Sveriges riksdag av 350 ledamöter.[7]
- 22 maj – I Sverige går en drygt 100-årig tradition i graven när studentexamen av traditionell form med censorer och studentskrivningar vid gymnasierna avläggs för sista gången, i fortsättningen sker bara vanlig skolavslutning.[6]
- 24–27 maj – Studenter i Stockholm ockuperar sitt eget kårhus i protest mot förslaget till ny studieordning med fasta studiegångar vid universiteten.[6] Ockupationen pågår i tre dagar, och beskrivs efteråt som närmast parodisk.[7]
- 26 maj
  - Den svenske flygkaptenen Carl Gustaf von Rosen väcker sensation genom att leda en "luftflotta" på sex små svenskbyggda plan i Biafrakriget mot Nigeria.
  - Island går över till högertrafik
  - Den svenska Omsorgslagen tillkommer för att garantera elever med fysiska eller psykiska funktionsnedsättningar sociala rättigheter och en fullbordad skolgång.
- 29 maj – Sveriges riksdag beslutar att införa en mervärdesskatt (moms) på 10 %, som ersätter omsättningsskatten (oms).[7]
- 30 maj – Frankrikes president Charles de Gaulle upplöser Frankrikes nationalförsamling och utlöser nyval efter våldsamma studentoroligheter och en våg av strejker.[8]
- Maj
  - Kyrkornas världsråd håller generalförsamling i Uppsala.[11]
  - 99 personer omkommer då amerikanska atomubåten USS Scorpion ur Skipjack-klassen sjunker i Atlanten 70 mil sydväst om Azorerna.[5]

### Juni
- 5 juni – 42-årige senatorn Robert Kennedy, som kandiderar för att bli vald som demokratisk presidentkandidat, blir skjuten i Los Angeles och avlider dagen därpå. Polisen griper jordaniern Sirhan Sirhan, som misstänks för mordet.[6]
- 7 juni – Den säregna aktionen Kunst und Revolution äger rum vid Wiens universitet med bland andra Oswald Wiener, Otto Muehl, Günter Brus och andra medlemmar av wieneraktionisterna.
- 11 juni – Flygutställningen i Höganäs öppnas av författaren och den tidigare stridsflygaren Douglas Bader.
- 23 juni – 73 personer dödas och över 100 skadas när panik bryter ut efter en fotbollsmatch i Buenos Aires, Argentina.[5]
- 12 juli - Sovjetunionens regeringschef Aleksej Kosygin besöker Sverige.

### Juli
- 1 juli – I Sverige inrättas Styrelsen för teknisk utveckling (STU).
- 3 juli – Sovjetiske kommunistpartiledaren Leonid Brezjnev talar från Kreml och varnar Tjeckoslovakien för att ge den pågående demokratiseringen "oordnade former som kan äventyra den socialistiska sammanhållningen".[6]
- 7 juli – Frankrike provspränger en kärnladdning över Mururoaatollen.[4]
- 31 juli – Ubåten HMS Sjöormen, den första ubåten av Sjöormenklassen, som kan vistas i undervattensläge i flera veckor, tas i bruk av Svenska marinen.

### Augusti
- 11 augusti – Internationella Röda korsets flyg beskjuts när man försöker leverera förnödenheter till Biafra, där inbördeskrig och svält pågår och 8 000-10 000 människor avlider dagligen på grund av undernäring.[6]
- 13 augusti – Fredsförhandlingar i Indokinakonflikten börjar i Paris.[12]
- 16 augusti
  - Sveriges regering undertecknar fördraget om icke-spridning av kärnvapen och omöjliggör därmed svenska kärnvapen.[1]
  - Turi Widerøe blir SAS första kvinnliga pilot.

- 20 augusti – Warszawapaktens styrkor invaderar tillsammans Tjeckoslovakien och stoppar det tjeckoslovakiska försöket att skapa "socialism med mänskligt ansikte". Partichefen Alexander Dubček förs till Moskva.[6]
- 24 augusti – Frankrike provspränger en vätebomb över Mururoaatollen.[4]
- 29 augusti
  - Kronprins Harald av Norge och fröken Sonja Haraldsen gifter sig.[8]
  - Fyren Svenska Björn i Stockholms östra skärgård invigs.

### September
- September – 8 000-10 000 personer dör dagligen av svält i Biafra enligt Röda Korset.[12]
- 6 september – Swaziland utropas till självständig stat.
- 11 september – 95 personer omkommer då ett franskt flygplan störtar i Medelhavet utanför Nice, Frankrike.[5]
- 15 september – I det sista svenska andrakammarvalet får Socialdemokraterna för första gången sedan andra världskriget egen majoritet. Centern blir största oppositionsparti.[1] Valdeltagandet slår rekord (88,7%). Vänsterpartiet erbjuder plats på sina vallistor för utomparlamentariska vänsterorganisationer. Man erbjuder Socialdemokraterna samverkan i kritiska valkretsar, vilket avböjs av dem.
- 21 september
  - Den sovjetiska rymdsonden Zond 5 återvänder till Jorden, med bland annat sköldpaddor, efter att som första farkost utskickad av människan ha rundat månen.[13]
  - Sveriges regering fördömer Sovjetunionens ockupation av Tjeckoslovakien den 20 augusti 1968, och skickar en protestnot där det bland annat står att "Denna utveckling mot större frihet som pågått i Tjeckoslovakien avbryts härmed. En regim återinföres som för det tjeckiska folket representerar 20 års förtryck och ofrihet".[7]

### Oktober

De 19:e moderna Olympiska Sommarspelen hölls i Mexico City, Mexiko.

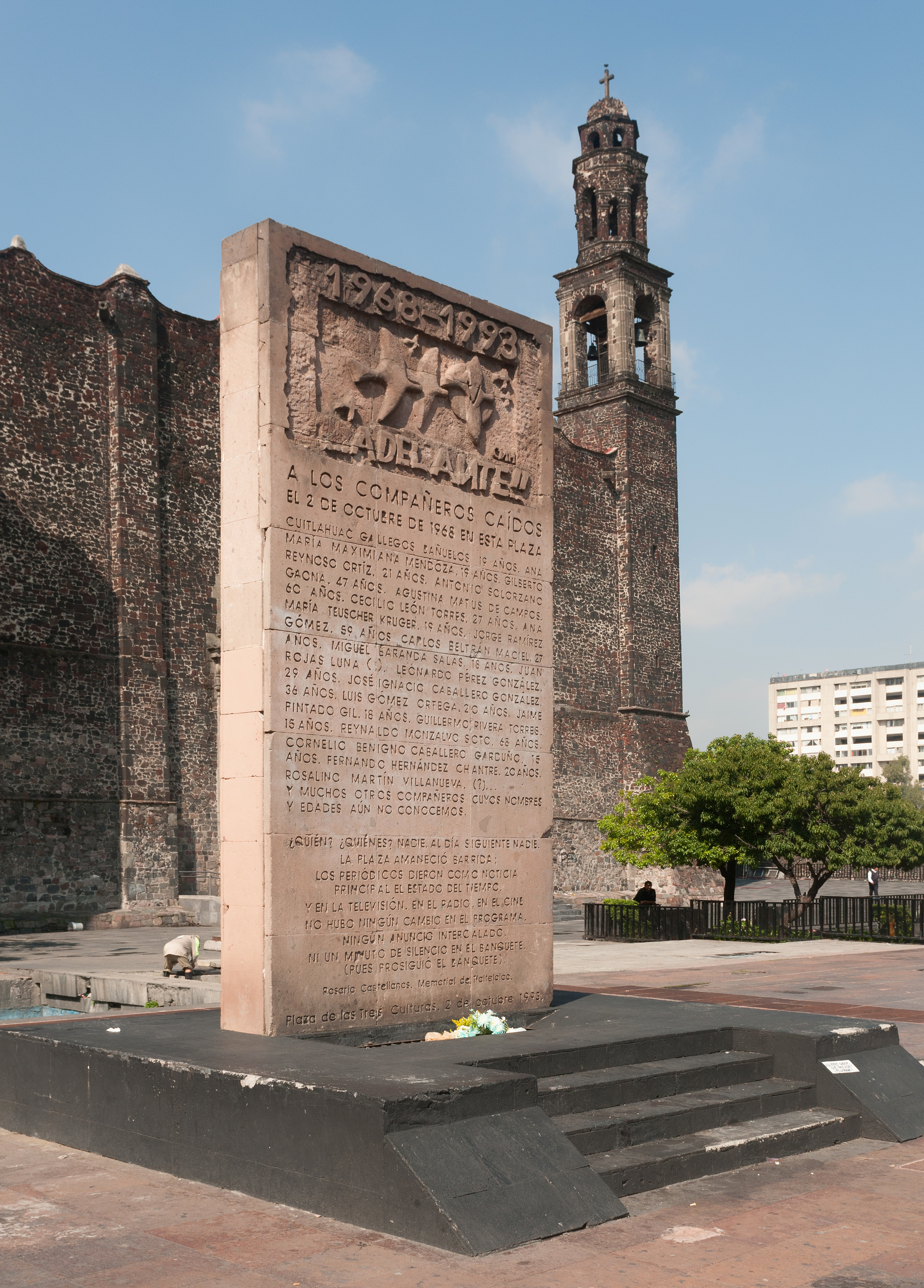
Tlatelolcomassakern.

- 2 oktober – Ett stort antal demonstranter dödas av militär i Tlatelolcomassakern i Mexiko, tio dagar före invigningen av Olympiska spelen i Mexico City.[14]
- 12 oktober – De 19:e olympiska sommarspelen invigs i Mexico City, med deltagare från 119 nationer.[6] Bland annat får Björn Ferm guld i femkamp, och brödra- och seglartrion Ulf, Peter och Jörgen Sundelin vinner 5,5-metersklassen.[7]
- 14 oktober – De svenske flygaren Carl Gustaf von Rosen återkommer till Sverige efter hjälpinsatser i Biafrakriget där han med fem andra svenska flygare tillfälligt räddat livet på cirka 3 000 barn genom att flyga in livsmedel och medicin.[7]
- 16 oktober – Jimi Hendrix släpper sitt dubbelalbum "Electric Ladyland".
- 20 oktober – Jacqueline Kennedy, änka efter USA:s 1963 mördade president John F. Kennedy, gifter om sig i Grekland med grekiske skeppsredaren Aristoteles Onassis.[6]

### November
- 1 november – USA slutar bomba Nordvietnam.[12]

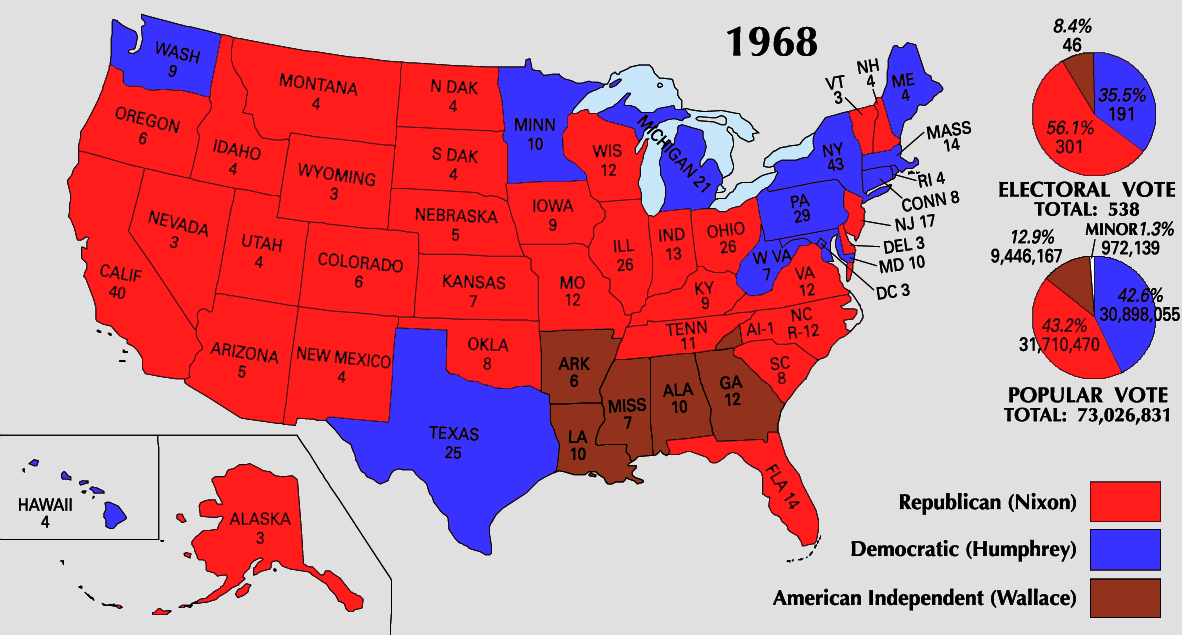
Presidentval i USA.

- 3 november – Vid översvämningar och jordskred i norra Italien täcks stora arealer av lera och gyttja.[4]
- 5 november – Republikanen Richard Nixon besegrar demokraten Hubert Humphrey vid presidentvalet i USA,[6] samt American Independent Partys George Wallace.
- 13 november – I ett tal rättfärdigar den sovjetiske ledaren Leonid Brezjnev invasionen av Tjeckoslovakien med hänvisning till Brezjnevdoktrinen.
- 25 november – Gamla studenthuset i Helsingfors ockuperas av radikala studenter.

### December
- 7 december – Jermome Daly kallas till rättegång i Minnesota eftersom han slutat att betala sitt bostadslån. Daly anklagar banken för att ha skapat pengarna för lånet ur luft. Banken medger detta och Jerome Daly slipper utmätning. Rättegången är helt unik.
- 19 december – SAAB i Linköping och Scania-Vabis i Södertälje går samman till Saab-Scania, den dittills största svenska industrifusionen.[1]
- 23 december – Bengt Wedholm öppnar Sveriges första pizzeria på sin restaurang Östergök i Stockholm.[8]
- 24 december

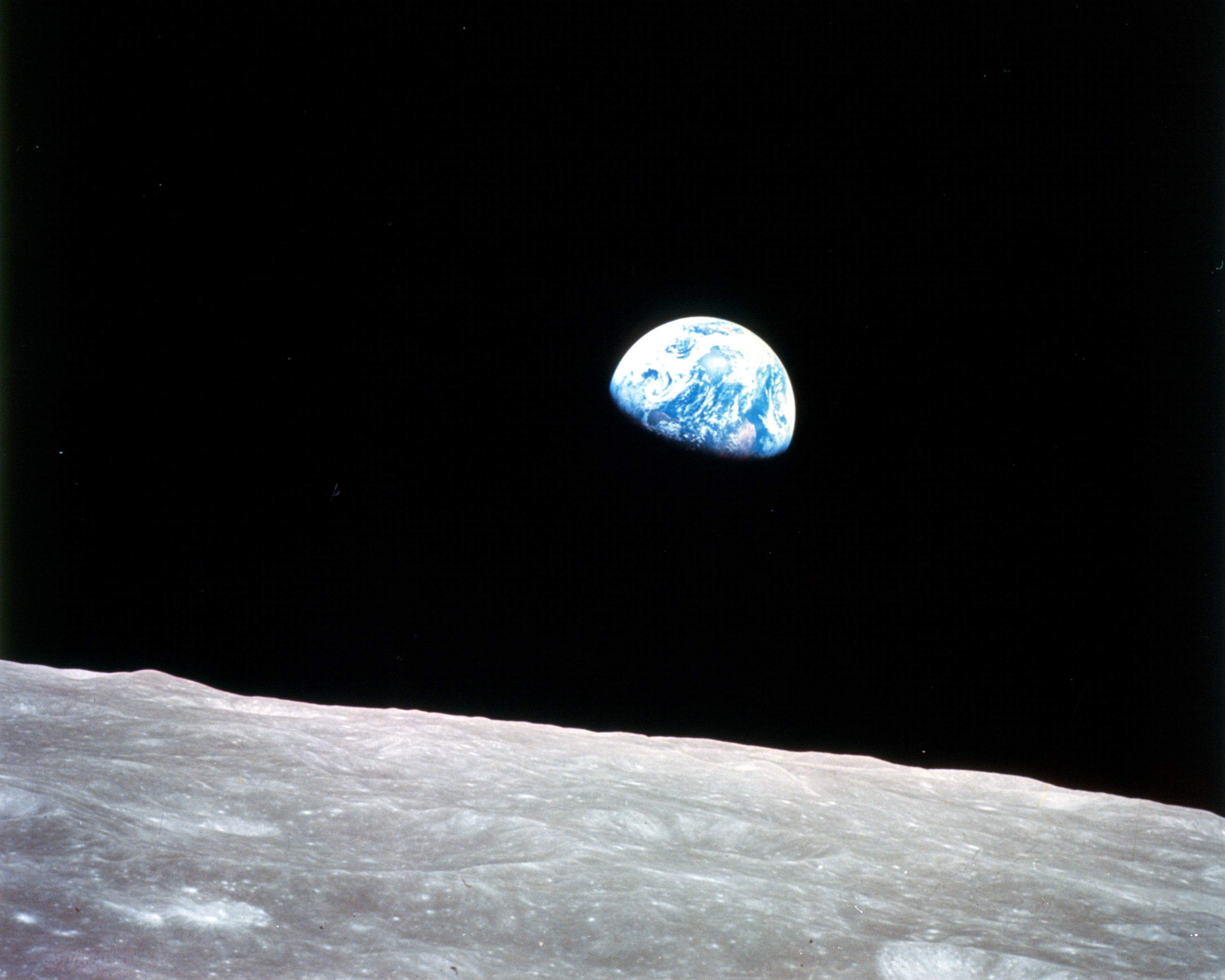
Jorduppgång

- - Den amerikanske astronauten William Anders fotograferar jorden från månens omloppsbana. Bilden får namnet Earthrise ("Jorduppgång").
  - Elever på Konstfack i Stockholm inbjuder hemlösa att fira alternativ jul på skolan[6] under parollen "Stoppa julterrorn". Även kristna "Ny jul" firas. 200 hemlösa män bjuds in, och liknande arrangemang finns i bland annat Göteborg.[7]
- 27 december – Kina spränger en atombomb ovan jord.[4]

### Okänt datum
- 10 000-12 000 personer omkommer vid en jordbävning i nordöstra Iran.[3]
- För första och enda gången under seklet dödas ingen brittisk militär i strid.[15]
- Organisationen för nordiskt ekonomiskt samarbete (Nordek) börjar planeras.
- Invandrarelever i det allmänna svenska skolväsendet ges möjlighet att få undervisning i sitt modersmål (hemspråksundervisning).
- I Sverige införs kommunal vuxenutbildning ("Komvux").
- Barnstugeutredningen tillsätts för att utreda den svenska förskolans pedagogiska effekter.
- En kommersiell tonårsmässa (Teenage Fair) planeras i Stockholm men får lägga ner efter häftiga protester.
- Den svenska länsdemokratiutredningen avger sitt betänkande. Den föreslår till att börja med att den statliga regionala samhällsförvaltningen skall göras till en kommunal självstyrelsefråga. Detta skall ske genom att landstingen istället för länsstyrelserna blir ansvariga för den översiktliga länsplaneringen, för att det skall ske av politiskt valda i offentligt ljus.
- De svenska landstingen tar över ansvaret för läkarväsendet.
- En seismisk mätstation anläggs i Hagfors för att upptäcka underjordiska kärnvapenprov.
- Erling Persson köper det svenska företaget Mauritz Widforss som säljer jaktutrustning och herrkläder. Företaget Hennes blir då Hennes & Mauritz, som säljer både herr- och damkläder.
- Samarbetskommittén för ökad kvinnorepresentation bildas.
- 400 000 charterresor avgår från Sverige, de flesta mot Spanien.[16]
- Sverige inför reglerad invandring.[17]

## Födda

### Första kvartalet

#### Januari
- 2 januari – Cuba Gooding, Jr., amerikansk skådespelare.
- 6 januari – John Singleton, amerikansk regissör och manusförfattare.
- 9 januari – Elisabet Carlsson, svensk skådespelare.
- 10 januari – Lyle Menendez, en av bröderna Menendez, dömda för mord på sina föräldrar 1989.
- 11 januari
  - Anders Borg, svensk finansminister 2006–2014
  - Tom Dumont, amerikansk musiker, medlem i No Doubt.
- 12 januari – Lee Stone, amerikansk skådespelare i pornografisk film.
- 13 januari
  - Anna Järphammar, svensk TV-programledare och skådespelare.
  - Gianni Morbidelli, italiensk racerförare.
- 14 januari – LL Cool J, amerikansk rapmusiker och skådespelare.
- 16 januari – Anders Bagge, svensk kompositör, musiker och musikproducent.
- 25 januari – Ulf Kvensler, svensk manusförfattare och skådespelare.
- 27 januari – Tricky, brittisk musiker och kompositör.
- 29 januari – Edward Burns, amerikansk skådespelare, manusförfattare och regissör.
- 30 januari – Felipe VI av Spanien, Spaniens kung från 2014.
- 31 januari – Ulrica Messing, svensk socialdemokratisk politiker, riksdagsledamot 1991–2007, statsråd 1996–2006.

#### Februari
- 1 februari – Lisa Marie Presley, amerikansk artist.
- 3 februari – Göran Lundstedt, svensk teolog och statsvetare.
- 5 februari – Marcus Grönholm, finlandssvensk rallyförare.
- 6 februari – Karl-Magnus Fredriksson, hovsångare
- 7 februari – Peter Bondra, slovakisk ishockeyspelare.
- 11 februari – Petter Ljunggren, journalist.
- 12 februari
  - Chynna Phillips, amerikansk skådespelare.
  - Josh Brolin, amerikansk skådespelare.
- 15 februari – Tomas Svensson, svensk handbollsspelare, målvakt.
- 16 februari – Annika Hallin, svensk skådespelare.
- 18 februari – Molly Ringwald, amerikansk skådespelare.
- 22 februari – Jeri Ryan, amerikansk skådespelare.
- 23 februari
  - Henrik Schyffert, svensk skådespelare och komiker.
- 24 februari – Emanuele Naspetti, italiensk racerförare.

#### Mars
- 2 mars – Daniel Craig, brittisk skådespelare.
- 4 mars
  - James Lankford, amerikansk republikansk politiker.
  - Alexander Öberg, regissör.
- 6 mars – Moira Kelly, amerikansk skådespelare.
- 7 mars
  - Henrik Hjelt, svensk komiker.
  - Jason Altmire, amerikansk demokratisk politiker.
- 8 mars
  - Patric Nyström, svensk serieskapare.
  - Bengt Stenberg, svensk barnskådespelare.
- 9 mars – Annika Lantz, svensk programledare.
- 12 mars
  - Tammy Duckworth, amerikansk demokratisk politiker.
  - Aaron Eckhart, amerikansk skådespelare.
  - Kjell Elvis, norsk musiker, Elvis-imitatör.
- 14 mars – Megan Follows, kanadensisk skådespelare.
- 19 mars – Othman Karim, svensk regissör, fotograf och programledare i TV.
- 20 mars
  - Liza Snyder, amerikansk skådespelare.
  - Lawrence Makoare, nyzeeländsk skådespelare.
- 21 mars – Kelly Tainton, svensk dansare och skådespelare.
- 22 mars – Euronymous, eg. Øystein Aarseth, norsk musiker, gitarrist i Mayhem.
- 24 mars – Kingen, svensk jazz- och rockmusiker.
- 25 mars – Jon Hustad, norsk journalist och författare.
- 26 mars – Kenny Chesney, amerikansk countryartist.
- 29 mars – Lucy Lawless, nyzeeländsk skådespelare.
- 30 mars – Celine Dion, kanadensisk sångerska.

### Andra kvartalet

#### April
- 1 april
  - Lasse Karlsson, svensk ståuppkomiker.
  - Mårten Klingberg, svensk skådespelare, manusförfattare och regissör.
  - Alexander Stubb, finländsk politiker, president 2024–.
- 3 april – Sebastian Bach, kanadensisk sångare.
- 7 april – Troy Nehls, amerikansk republikansk politiker, kongressledamot 2021–.
- 8 april – Patricia Arquette, amerikansk skådespelare.
- 12 april – Leena Meri, finländsk politiker.
- 13 april – Johan Zetterquist, svensk konstnär.
- 14 april – Anthony Michael Hall, amerikansk skådespelare.
- 15 april
  - Steve Aalam, svensk-amerikansk skådespelare, manusförfattare och rollsättare.
  - Ed O'Brien, brittisk musiker, gitarrist i Radiohead.
- 16 april – Martin Dahlin, svensk fotbollsspelare.
- 17 april – George Holding, amerikansk republikansk politiker, kongressledamot 2013–2021.
- 18 april
  - David Hewlett, kanadensisk skådespelare.
  - Alejandro Alvizuri, peruansk simmare.
- 19 april
  - Ashley Judd, amerikansk skådespelare.
  - Mswati III, kung av Swaziland.
- 20 april – Anne Kalmari, finländsk politiker.
- 23 april – Timothy McVeigh, amerikansk militär, terrorist.
- 24 april – Stacy Haiduk, amerikansk skådespelare.
- 27 april – Ramzi Yousef, kuwaitisk terrorist.
- 30 april – Verona Pooth, boliviansk skådespelare.

#### Maj
- 1 maj
  - Oliver Bierhoff, tysk fotbollsspelare.
  - D'arcy Wretzky, amerikansk musiker, medlem i The Smashing Pumpkins 1988–1999.
- 6 maj – Torbjörn Arvidsson, svensk fotbollsspelare.
- 7 maj
  - Eagle-Eye Cherry, svensk-amerikansk artist.
  - Traci Lords, amerikansk skådespelare, sångerska och porrstjärna.
- 8 maj
- Johan Pehrson, svensk liberal politiker.
- Annika Andersson, svensk komiker och skådespelare.
- 9 maj – Ruth Kelly, brittisk parlamentsledamot för Labour 1997–2010.
- 12 maj – Tony Hawk, amerikanskt skateboardproffs.
- 15 maj – Cecilia Malmström, svensk europaparlamentariker (fp).
- 19 maj
  - Kyle Eastwood, amerikansk jazzmusiker.
  - Lena Ollmark, svensk författare och manusförfattare.
- 20 maj – Timothy Olyphant, amerikansk skådespelare.
- 26 maj – Frederik X, kung av Danmark 2024–.
- 27 maj – Ann Wilson, svensk dansare.
- 28 maj – Kylie Minogue, australisk sångerska och skådespelare.
- 30 maj – Zacarias Moussaoui, fransk terrorist.

#### Juni
- 1 juni – Jason Donovan, australisk skådespelare och sångare.
- 3 juni – Mi Ridell, svensk skådespelare och sångerska.
- 4 juni
  - Rachel Griffiths, australisk skådespelare.
  - Scott Wolf, amerikansk skådespelare.
- 5 juni – Anders Sköld, svensk konstnär.
- 8 juni – Morgan Alling, svensk skådespelare.
- 10 juni – Bill Burr, amerikansk skådespelare och komiker.
- 12 juni – Sannamari Patjas, svensk skådespelare.
- 14 juni – Yasmine Bleeth, amerikansk skådespelare.
- 18 juni – Tova Magnusson-Norling, skådespelare och regissör.
- 20 juni – Robert Rodriguez, amerikansk skådespelare.
- 27 juni – Kelly Ayotte, amerikansk republikansk politiker.
- 30 juni – Phil Anselmo, amerikansk hårdrockssångare.

### Tredje kvartalet

#### Juli
- 2 juli – Ulf Ottosson, svensk fotbollsspelare.
- 3 juli
  - Ramush Haradinaj, kosovoalbansk politiker, partiledare för AAK (Alliansen för Kosovos framtid).
  - Teppo Numminen, finländsk skådespelare.
- 8 juli
  - Billy Crudup, amerikansk skådespelare.
  - Magnus Erlingmark, svensk fotbollsspelare.
  - Peter Gardiner, svensk skådespelare.
- 16 juli – Larry Sanger, amerikansk entreprenör, medgrundare av Wikipedia.
- 21 juli – Brandi Chastain, amerikansk fotbollsspelare.
- 22 juli – Rhys Ifans, brittisk skådespelare.
- 24 juli – Kristin Chenoweth, amerikansk artist.
- 27 juli
  - Cliff Curtis, nyzeeländsk skådespelare.
  - Julian McMahon, australisk skådespelare.
- 30 juli
  - Sofie Gråbøl, dansk skådespelare.
  - Terry Crews, amerikansk skådespelare.

#### Augusti
- 2 augusti – Boris Dlugosch, tysk musiker och producent.
- 4 augusti
  - Daniel Dae Kim, koreansk skådespelare.
  - Marcus Schenkenberg, svensk fotomodell.
- 5 augusti
  - Terri Clark, kanadensisk countryartist.
  - Marine Le Pen, fransk politiker.
  - Colin McRae, skotsk rallyförare.
- 7 augusti
  - Harold Perrineau, amerikansk skådespelare känd från TV-serien Oz.
  - Lynn Strait, amerikansk sångare.
- 9 augusti
  - Gillian Anderson, amerikansk skådespelare.
  - Eric Bana, australiensisk skådespelare.
- 14 augusti
  - Catherine Bell, amerikansk-brittisk skådespelare och fotomodell känd från TV-serien På heder och samvete.
  - Johanna Friberg, svensk skådespelare.
- 15 augusti – Debra Messing, amerikansk skådespelare.
- 19 augusti – Nikolaos Kaklamanakis, grekisk vindsurfare.
- 20 augusti – Klas Ingesson, svensk fotbollsspelare.
- 28 augusti – Billy Boyd, brittisk skådespelare.
- 29 augusti – Olivia Stevens, svensk cellmålare och skådespelare.

#### September
- 1 september
  - Mohammed Atta, egyptisk terrorist som förde ett av flygplanen mot World Trade Center den 11 september 2001.
  - Hanna-Leena Mattila, finländsk politiker.
- 3 september – Felix Engström, svensk skådespelare.
- 4 september – Phill Lewis, amerikansk skådespelare.
- 7 september – Marcel Desailly, fransk fotbollsspelare.
- 9 september – Julia Sawalha, brittisk skådespelare.
- 10 september – Guy Ritchie, brittisk regissör och manusförfattare.
- 12 september – Paula McManus, svensk skådespelare, sketchförfattare och programledare i TV.
- 13 september
  - Laura Cutina, rumänsk gymnast.
  - Clara Mannheimer, svensk journalist och programledare i TV.
  - Emma Sjöberg, svensk fotomodell, TV-programledare och skådespelare.
- 15 september – Danny Nucci, amerikansk skådespelare.
- 16 september – Marc Anthony, puertoricansk-amerikansk sångare, musiker och skådespelare.
- 17 september – Lord Jamar, amerikansk rap-artist Brand Nubian.
- 21 september – Ricki Lake, amerikansk skådespelare och TV-personlighet.
- 25 september – Will Smith, amerikansk skådespelare och rapmusiker.
- 26 september – Jim Caviezel, amerikansk skådespelare.
- 27 september
  - Mari Kiviniemi, finländsk centerpartistisk statsminister.
  - Patrick Muldoon, amerikansk skådespelare
- 28 september
  - Michelle Meldrum, amerikansk hårdrocksgitarrist.
  - Mika Häkkinen, finländsk racerförare.
  - Mikael Nilsson, svensk fotbollsspelare.
  - Naomi Watts, australisk skådespelare och filmproducent.
- 29 september – Alex Skolnick, amerikansk jazz- och metalgitarrist.

### Fjärde kvartalet

#### Oktober
- 2 oktober – Jana Novotná, tjeckisk tennisspelare och segrare i Wimbledonmästerskapen.
- 3 oktober – Craig Goldman, amerikansk republikansk politiker, kongressledamot 2025–.
- 7 oktober – Thom Yorke, brittisk musiker, sångare i Radiohead.
- 8 oktober – Emily Procter, amerikansk skådespelare.
- 10 oktober – Bart Brentjens, nederländsk tävlingscyklist.
- 12 oktober
  - Adam Alsing, svensk programledare i TV.
  - Peter Gentzel, svensk handbollsspelare, målvakt.
  - Hugh Jackman, australisk skådespelare.
- 14 oktober – Gustave Lund, svensk kompositör, musiker, författare och skådespelare.
- 17 oktober – Ziggy Marley, jamaicansk reggaemusiker.
- 18 oktober – Anders Kraft, svensk journalist och konferencier.
- 26 oktober – Jon Åge Tyldum, norsk skidskytt.
- 28 oktober – Marjaana Maijala, finländsk skådespelare.

#### November
- 5 november – Sam Rockwell, amerikansk skådespelare.
- 6 november – Kelly Rutherford, amerikansk skådespelare.
- 8 november – Parker Posey, amerikansk skådespelare.
- 10 november – U-God, eg. Lamont Jody Hawkins, amerikansk musiker och skådespelare.
- 11 november – Tim Huelskamp, amerikansk republikansk politiker.
- 15 november – Ol' Dirty Bastard, egentligen Russell Jones, amerikansk rap-artist, medlem i Wu-Tang Clan.
- 18 november – Owen Wilson, amerikansk skådespelare.
- 21 november – Alex James, brittisk musiker och låtskrivare.
- 26 november – Ruben Eliassen, norsk författare och illustratör.
- 27 november – Michael Vartan, fransk-amerikansk skådespelare.

#### December
- 2 december
  - Lucy Liu, kinesisk-amerikansk skådespelare.
  - Nate Mendel, amerikansk musiker, basist i Foo Fighters.
- 3 december – Brendan Fraser, kanadensisk-amerikansk skådespelare.
- 6 december – Karl Ove Knausgård, norsk författare
- 9 december – Kurt Angle, amerikansk brottare och fribrottare.
- 16 december – Peter R. Orszag, amerikansk ekonom.
- 18 december – Casper Van Dien, amerikansk skådespelare.
- 22 december – Dina Meyer, amerikansk skådespelare.
- 23 december – Quincy Jones III, svensk musiker, musikproducent och skådespelare.

## Avlidna

### Första kvartalet

#### Januari
- 13 januari – Castro Soromenho, 58, angolansk författare.
- 22 januari
  - Duke Kahanamoku, 77, hawaiiansk-amerikansk simmare och surfare.
  - Nils Norrman, svensk ingenjör och flygpionjär med aviatördiplom från 1915.
- 30 januari – Rolf Bergvik, svensk ingenjör, flygplanskonstruktör och segelflygpionjär.

#### Februari
- 1 februari – Axel Witzansky, 72, svensk balettdansör, skådespelare, teaterpedagog och koreograf.
- 12 februari – Eva Sachtleben, 80, svensk skådespelare.
- 18 februari – Alice O'Fredericks, 67, svensk-dansk skådespelare, scripta, manusförfattare och regissör.
- 22 februari – Scott W. Lucas, 76, amerikansk demokratisk politiker.

#### Mars
- 6 mars – Joseph William Martin, 83, amerikansk republikansk politiker.
- 9 mars – Hans-Jürgen Stumpff, 78, tysk flygmilitär och generalfältmarskalk.
- 10 mars – Robert Laycock, 60, brittisk general.
- 14 mars – Erwin Panofsky, 75, tysk konsthistoriker.
- 16 mars – Gunnar Ekelöf, 60, svensk författare, ledamot av Svenska Akademien.[1]
- 19 mars – Aagot Didriksen, 93, norsk skådespelare.
- 27 mars – Jurij Gagarin, 34, sovjetrysk kosmonaut, första människan i rymden (död i flygolycka nära Moskva).

### Andra kvartalet

#### April
- 1 april – Ernst Nygren, 78, svensk medeltidshistoriker och arkivarie.
- 4 april
  - Martin Luther King, 39, amerikansk medborgarrättsledare (mördad).
  - Björn Bjuggren, 64, svensk militär (generallöjtnant).
- 7 april – Jim Clark, 32, brittisk racerförare.
- 9 april – Bengt Olow, 49, svensk silverflygare och testpilot vid Saab.
- 12 april – Franz Pfeffer von Salomon, 80, tysk militär.
- 16 april – Edna Ferber, 82, amerikansk journalist, romanförfattare och dramatiker.
- 24 april – Tommy Noonan, 46, amerikansk skådespelare.
- 28 april – Mortimer R. Proctor, 78, amerikansk republikansk politiker, guvernör i Vermont 1945–1947.

#### Maj
- 2 maj
  - Bengt Rodhe, 66, svensk kompositör, musikarrangör, sångare och musiker (pianist).
  - Gustaf Widner, 74, svensk verkstadsarbetare och politiker (socialdemokrat).
- 6 maj – Toivo Mikael Kivimäki, 81, finländsk politiker.
- 7 maj
  - Olle Florin, 61, svensk skådespelare.
  - Lurleen Wallace, 41, amerikansk demokratisk politiker, guvernör i Alabama 1967–1968 och första hustru till George Wallace.
- 8 maj – Ludde Juberg, 84, svensk skådespelare och teaterledare.
- 14 maj – Viveka Linder, 49, svensk skådespelare.
- 21 maj – Bror Hjorth, 74, svensk konstnär.[1]

#### Juni
- 1 juni – Helen Keller, 87, amerikansk författare, aktivist och föreläsare.
- 4 juni – Lester J. Dickinson, 94, amerikansk republikansk politiker, senator 1931–1937.
- 6 juni
  - Randolph Churchill, 57, brittisk politiker, son till Winston Churchill.
  - Robert F. Kennedy, 42, amerikansk jurist och politiker.
- 7 juni – Anna-Lisa Baude, 70, svensk skådespelare.
- 14 juni – Karl-Birger Blomdahl, 51, svensk tonsättare.
- 18 juni – Helga Brofeldt, 86, svensk skådespelare.
- 25 juni – Rolf von Nauckhoff, 59, svensk-tysk skådespelare.
- 28 juni – Unto Mononen, 37, finländsk kompositör och sångtextförfattare.
- 29 juni – Arne Hedenö, 61, svensk operettsångare och skådespelare.

### Tredje kvartalet

#### Juli
- 4 juli – Gustaf Larson, 80, svensk industriman, grundare av AB Volvo (tillsammans med Assar Gabrielsson).
- 9 juli – Göta Klintberg, 93, svensk skådespelare.
- 21 juli – Ruth St. Denis, 89, amerikansk dansös.
- 28 juli – Otto Hahn, 89, tysk kemist.

#### Augusti
- 3 augusti
  - Björn Berglund, 63, svensk skådespelare och vissångare.
  - Konstantin Rokossovskij, 71, polsk-sovjetisk militär, marskalk 1944.
- 6 augusti – Ivar Tengbom, 90, svensk arkitekt och professor, ritade Stockholms konserthus.[1]
- 7 augusti – Julius Hedvall, 82, svensk politiker.
- 11 augusti – Eduard Hladisch, 78, österrikisk kompositör, musikarrangör, kapellmästare och musiker (violinist).
- 13 augusti – Anna Flygare-Stenhammar, 87, svensk skådespelare.
- 16 augusti – J. Russell Tuten, 57, amerikansk demokratisk politiker, kongressledamot 1963–1967.
- 17 augusti – Albin Lindahl, 86, svensk skådespelare, sångare och teaterekonom.
- 20 augusti – Roger C. Peace, 69, amerikansk demokratisk politiker och publicist, senator 1941.
- 27 augusti – Torsten Törngren, 78, svensk marindirektör och chef för utprovningen vid Thulinverken.
- 29 augusti – Robert Morane, 82, fransk flygpionjär och konstruktör.

#### September
- 2 september – Jim Nance McCord, 89, amerikansk politiker.
- 7 september – Lucio Fontana, 69, italiensk konstnär.
- 8 september – Jan Fridegård, 71, svensk författare.
- 11 september – René Cogny, 64, fransk generalmajor.
- 23 september – Padre Pio, 81, italienskt helgon.

### Fjärde kvartalet

#### Oktober
- 2 oktober – Marcel Duchamp, 81, fransk konstnär och skulptör.
- 4 oktober – Francis Biddle, 82, USA:s justitieminister 1941–1945 och domare i Nürnbergprocessen.
- 6 oktober – Olle Björling, 58, svensk musiker (saxofon).
- 13 oktober – Rudolf Wendbladh, 75, svensk skådespelare, regissör och teaterchef.
- 15 oktober – Oscar Rennebohm, 79, amerikansk republikansk politiker, guvernör i Wisconsin 1947–1951.
- 23 oktober – Naima Wifstrand, 78, svensk operettsångerska, skådespelare, kompositör och regissör.
- 27 oktober – Lise Meitner, 89, österrikisk-judisk fysiker.
- 28 oktober – Wilber M. Brucker, 74, amerikansk republikansk politiker.
- 30 oktober – Ramón Novarro, 69, mexikansk-amerikansk skådespelare, mördad.

#### November
- 1 november – Jules Sylvain, 68, svensk kompositör (populärmusik), manusförfattare och musiker.[1]
- 6 november – Chauncey Sparks, 84, amerikansk politiker, guvernör i Alabama 1943–1947.
- 18 november – Hulda Flood, 82, svensk socialdemokratisk politiker.
- 9 november – Jan Johansson, 37, svensk pianist och kompositör.[1]
- 10 november – Gustaf Lövås, 73, svensk skådespelare.
- 16 november – Nils Whiten, 79, svensk inspicient, regiassistent, skådespelare.
- 25 november – Upton Sinclair, 90, amerikansk författare.
- 28 november – Enid Blyton, 71, brittisk författare av barn- och ungdomsböcker.

#### December
- 10 december
  - Karl Barth, 82, schweizisk reformert teolog.
  - Olof Hillberg, 81, svensk skådespelare.
  - Thomas Merton, 53, amerikansk trappistmunk och författare.
- 11 december – Bob Bartlett, 64, amerikansk demokratisk politiker, senator 1959–1968.
- 20 december
  - Julius Schaub, 69, tysk SS-officer; SS-Obergruppenführer.
  - John Steinbeck, 66, amerikansk författare, nobelpristagare.
- 21 december – Vittorio Pozzo, 82, italiensk fotbollstränare.
- 30 december – Trygve Lie, 72, norsk politiker (Arbeiderpartiet), FN:s första generalsekreterare 1946–1952.

## Nobelpris
- Fysik – Luis Alvarez, USA[18]
- Kemi – Lars Onsager, USA[18]
- Medicin
  - Robert W Holley, USA[18]
  - Har Gobind Khorana, USA[18]
  - Marshall W Nirenberg, USA[18]
- Litteratur – Yasunari Kawabata, Japan[18]
- Fred – René Cassin, Frankrike[18]

### Fotnoter
1. 1 2 3 4 5 6 7 8 9 10 11 12 13 14  Hundra år i Sverige – 1968, Hans Dahlberg, Albert Bonniers, 1999
2. ↑  ”World Statesmen”. http://www.worldstatesmen.org/Sweden_county.html.
3. 1 2  Faktakalendern 2006, Semic, 2005
4. 1 2 3 4 5 6  Faktakalendern 1997, Semic, 1996
5. 1 2 3 4 5 6  Faktakalendern 1996, Semic, 1995
6. 1 2 3 4 5 6 7 8 9 10 11 12 13 14 15 16 17  20:e århundrades När Var Hur – 1968, Bernt Himmelstedt, Forum, 1999
7. 1 2 3 4 5 6 7 8 9 10  Sverige 1900-talet – 1968, NE, Bra Böcker, 2000
8. 1 2 3 4  100 år med Aftonbladet – 1968, 1999
9. ↑  75 år Sverige, Carl-Adam Nycop, Bra Böcker, 1976, sidan 106 - Artur Lundkvist i akademien
10. ↑  ”Borås tidning 4 oktober 2008 - Öxabäcks IF:s damlags historia”. http://www.bt.se/sport/oxabacks-ifs-damlags-historia/.
11. ↑  Sverige 1900-talet – Fädernas kyrka - kärast bland samfund?, NE, Bra Böcker, 2000
12. 1 2 3  Faktakalendern 2000 – 1968 (Utlandet), Semic, 1999
13. ↑  Gatland, Kenneth (1972). The Pocket Encyclopaedia of Spaceflight in Colour - Robot Explorers. sid. 141
14. ↑  ”1968: Student riots threathen Mexico Olympics”. BBC News. http://news.bbc.co.uk/onthisday/hi/dates/stories/october/2/newsid_3548000/3548680.stm. Läst 26 januari 2014.
15. ↑  Commentary at the Royal Tournament, 1999
16. ↑  Hundra år i Sverige – Håll till höger, Hans Dahlberg, Albert Bonniers, 1999
17. ↑  Sverige 1900-talet – De nya svenskarna: Mellan assimilation och mångfald, NE, Bra Böcker, 2000
18. 1 2 3 4 5 6 7  ”All Nobel Prizes - 1968”. Nobelprize.org. https://www.nobelprize.org/prizes/lists/all-nobel-prizes/. Läst 10 april 2011.